# Стайен
Стайен (нидерл. Stayen) — футбольный стадион в Синт-Трёйден, Бельгия, домашняя арена для футбольного клуба «Сент-Трюйден». Стадион был построен в 1927 году. Название происходит от одноимённого района. С 1950-х годов до мая 2009 года название стадиона писалось как Staaien. Стадион получил прозвище De Hel van Stayen в честь поражений, которые регулярно терпят на нем ведущие клубы Бельгии.

## История
«Сент-Трюйден» был основан в 1924 году и играл сначала на поле, находящимся на улице Tongersesteenweg, а затем — на улице Montenakenweg. По инициативе Альфреда Ваутерса, в то время директора сахарного завода Mellaerts, клубу было выделено новое поле, принадлежащее заводу, на улице Tiensesteenweg, на котором был построен стадион. 24 августа 1944 года, во время Второй мировой, в результате авиаудара стадион был полностью уничтожен. В 1949 году, после завершения войны, стадион был отстроен заново.
В сезоне 1948/49 «Сент-Трюйден» впервые сыграл в Первом дивизионе (тогда — Второй класс) и была построена крытая трибуна на 600 мест. В течение 1952—1953 года были добавлены стоячие места и установлены душевые в раздевалках. В сезоне 1965/66, когда «Сент-Трюйден» стал вице-чемпионом, на матче против «Андерлехта» на стадионе собралось рекордное количество зрителей — 20 000 человек.
В 1981/1982 годах клуб играл во втором дивизионе, но модернизация стадиона при этом не прекращалась. Было установлено новое освещение с более мощными прожекторами. Через год были отремонтированы старая трибуна и столовая. В 1987 году клуб вернулся в первый дивизион, а стадион был вновь реконструирован. Осенью 1988 года вместимость Стайена была снижена до 16 000 человек по соображениям безопасности. В августе 1989 года был установлен новый газон, привезенный из Нидерландов. Чтобы сохранить новый газон, резервная и юношеская команды «Сент-Трюйдена» проводили свои матчи на соседнем поле. В 1990 году была построена новая трибуна, а два года спустя были построены два блока VIP-мест.
В 2001 году за главной трибуной был построен новый комплекс, включающий зал для прессы, кафетерий и новые санитарные помещения. В 2003 году самая старая трибуна была заменена на трибуну на 5 000 мест, что уменьшило максимальную вместимость стадиона. В 2008 году клуб построил новую трибуну на обочине дороги. Под трибунами расположены различные помещения, такие как банкетный зал, фитнес-зал и офисный комплекс. На углу трибуны также был построен отель, соединяющийся с перпендикулярной трибуной. Строительство этой трибуны было завершено в феврале 2009 года, после чего началась модернизация другой части стадиона. Работы были завершены в начале сезона 2010/2011 годов, а стоимость всего стадиона составила около 35 миллионов евро.
Летом 2011 года Стайен стал первым бельгийским стадионом с полностью синтетическим полем. Также была установлена система подогрева, чтобы предотвратить замерзание поля, не позволяющее проводить матчи в зимнее время. В 2014 году вместимость стадиона стала 14 600 человек.